# ゴムタイヤ式地下鉄

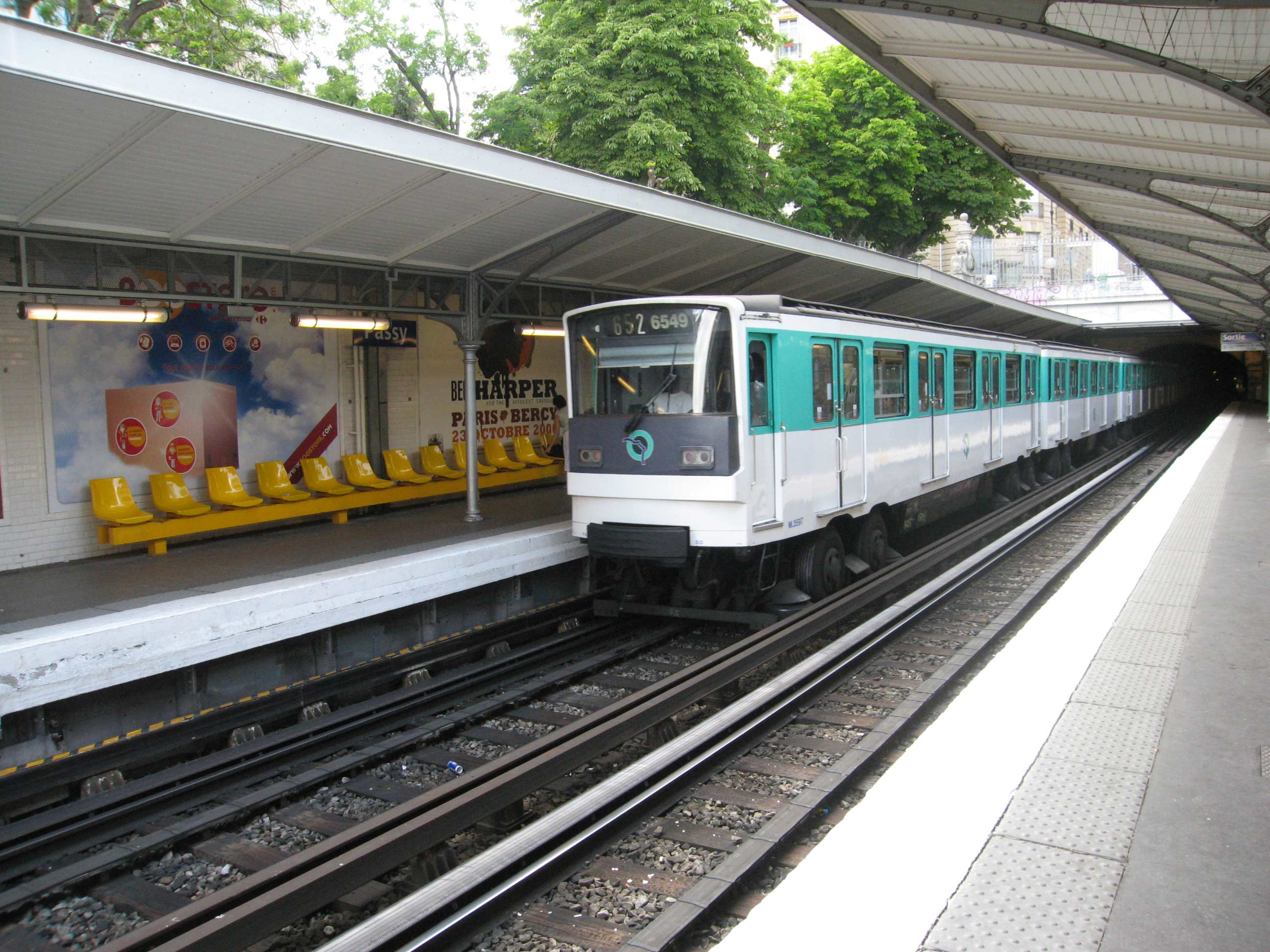
パリメトロMP73

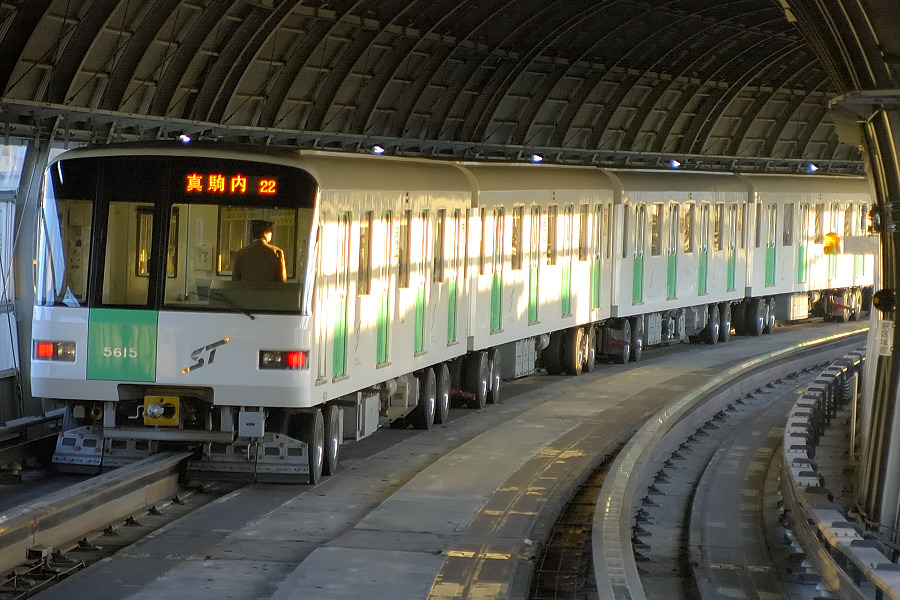
札幌市交通局5000形

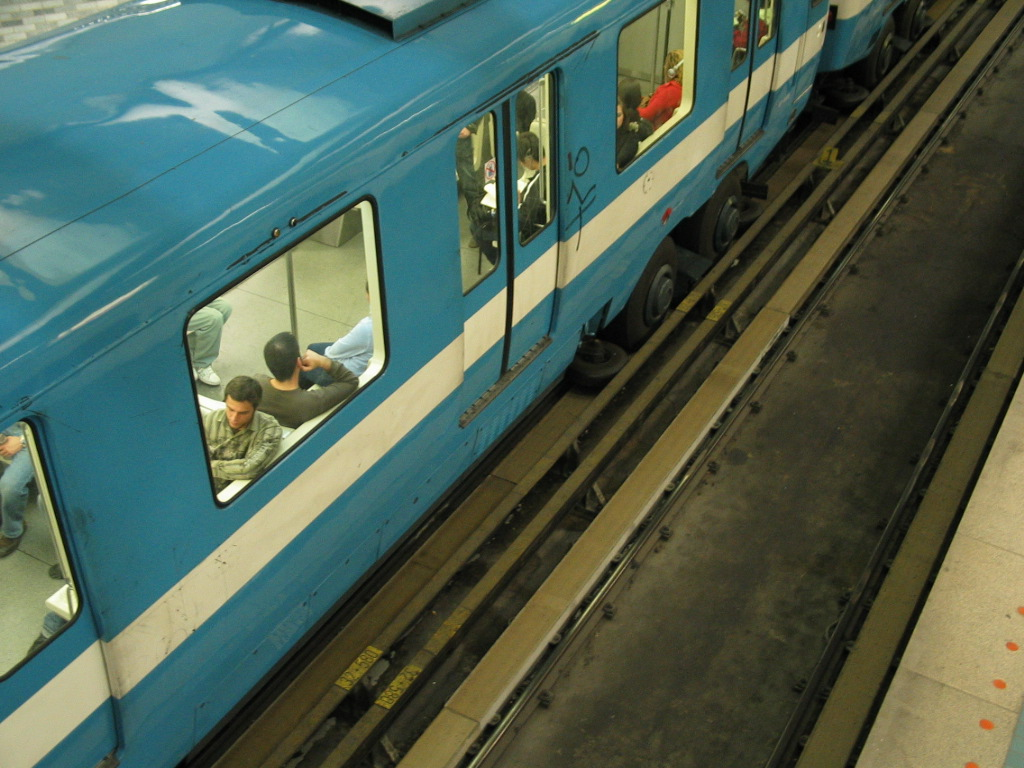
モントリオールメトロの案内軌条

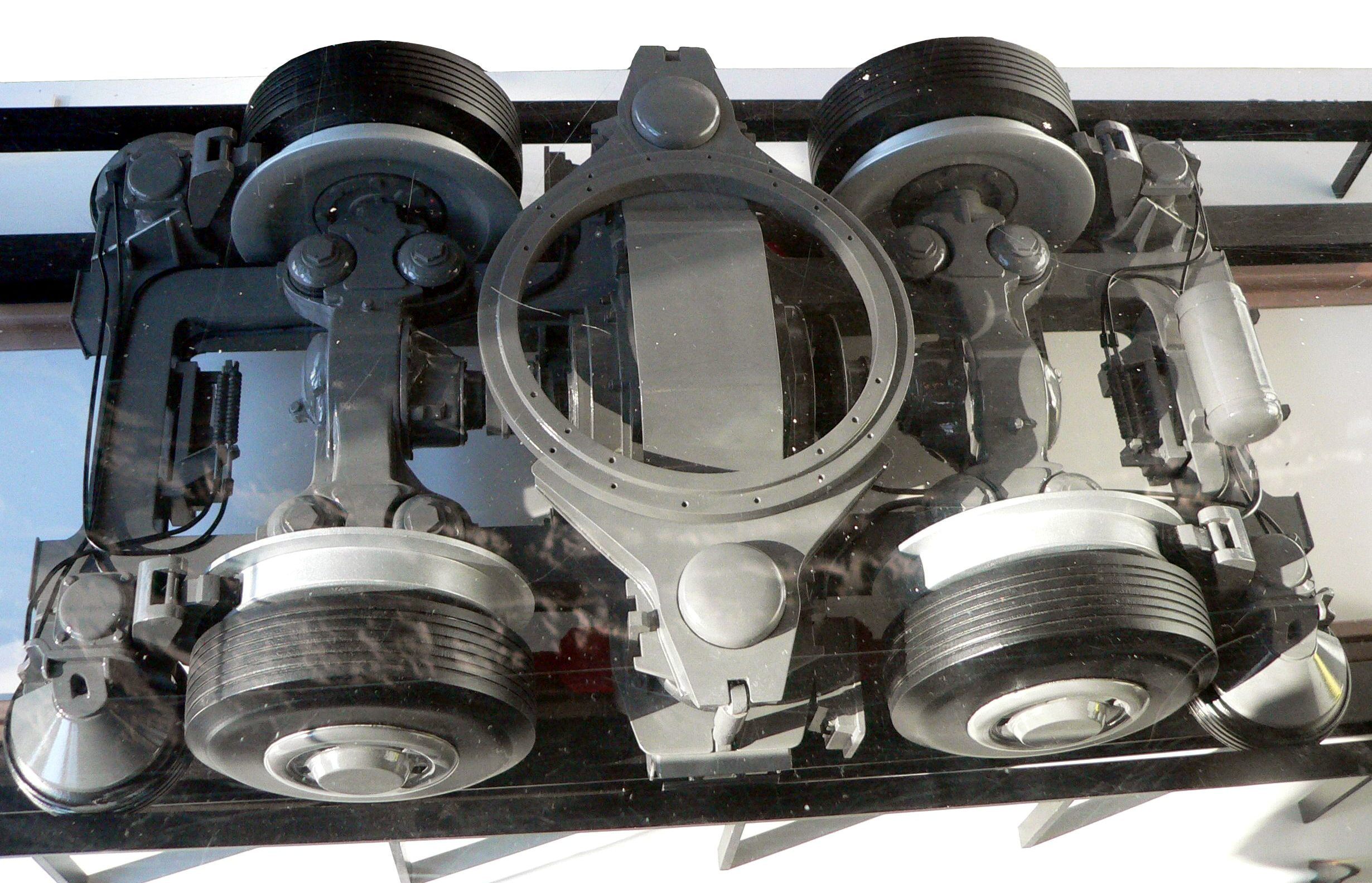
パリメトロMP89の台車

ゴムタイヤ式地下鉄（ゴムタイヤしきちかてつ、Rubber-tyred metro）は、道路と鉄道の技術を合わせた軌道輸送機関である。車両の車輪はゴムタイヤを備え、従来の鉄道が鉄製の車輪のフランジによって鉄軌条に沿って走るのと同様に案内軌条に導かれて走る。ほとんどのゴムタイヤ方式の列車は専用に設計されたシステムにより運行されている。案内軌条式鉄道の一種。

## 歴史
第二次世界大戦中、パリはナチス・ドイツに占拠されており、メトロはあまり保守が行われること無く使われていた。戦後、荒廃したシステムを刷新するための方式が考えられ、1929年からニューレール（Pneurail）の実験を行っていたミシュランが開発した、空気入りゴムタイヤと案内軌条によるゴムタイヤ式地下鉄技術が最初にパリメトロに応用された。1951年に試作車であるfr:MP 51がポルト・デ・リラとプレ＝サン＝ジェルヴェ間の試験線で試運転を開始した。この区間は営業区間ではなかった。
1956年にパリメトロ11号線シャトレ駅 - メリー・デ・リラ駅間に最初にゴムタイヤ方式が導入された。急勾配の路線のため選ばれている。続いて運行本数が多く繁忙路線である1号線シャトー・ド・ヴァンセンヌ駅 - ポン・ド・ヌイイ駅に1964年、4号線ポルト・ドルレアン駅 - ポルト・ド・クリニャンクール駅に1967年に導入され、1974年には高架区間での騒音低減のため、6号線シャルル・ド・ゴール＝エトワール駅 - ナシオン駅に導入された。高コストのため、その後は従来の鉄輪軌条方式による路線のゴムタイヤ方式への改修は行われていない。現在では14号線など新規路線への導入などに限られている。
最初に完全な形でパリ・メトロ方式のゴムタイヤ式地下鉄が導入されたのはカナダ・モントリオールのモントリオール地下鉄で1966年10月からである。日本では札幌市営地下鉄南北線が1971年12月16日に北24条駅 - 真駒内駅間で開業し、本格的に導入された。これは「札幌方式」とも呼ばれ、パリ・メトロ方式とは異なり、鉄輪と鉄軌条を併用しないシステムである。
ゴムタイヤ方式の地下鉄を導入した都市では無人の自動運転システムが導入された所もあり、マトラが開発したシステムを用いて1983年にリールでリールメトロが開業し、トゥールーズ、レンヌなどにも同様のシステムを用いたメトロが開業している。

## 概要
車両は電車方式が採用されており、1本または車両両サイドにある、第三軌条としても働く案内軌条より電力を供給される。システムによって戻りの電流は集電靴を通り再び軌条へ戻る。札幌市営地下鉄東西線・東豊線のように架線からの集電方式を採用し、案内軌条と摺動する負集電器を用いて案内軌条に戻りの電流を流している場合もある。
路線により軌道の方式は様々である。ゴムタイヤと同じ幅の、2本の平行した走行路面にコンクリートを採用しているのはモントリオールやリール、トゥールーズ、サンティアゴ地下鉄の大部分の区間、H型の熱間圧延鋼を採用しているのはパリメトロ、メキシコシティ地下鉄、サンティアゴ地下鉄の地上区間、コンクリートを耐摩耗性の高い樹脂で覆っているのは札幌市営地下鉄南北線、フラットな鋼を採用しているのは札幌市営地下鉄東西線・東豊線である。普通の鉄道と同様の鉄軌条も敷かれているため、運転士はハンドル操作などをする必要がない。札幌市営地下鉄は2本の走行路面の間に1本だけ案内軌条がある珍しい形態となっている。
パリやメキシコシティで使われている方式では走行路面の間に通常の鉄軌道があり、車両には通常より大きなフランジを備えた車輪もある。これらは通常、レール上からは離れておりタイヤのパンク時やポイントの通過などに使われる。パリメトロではゴムタイヤ式と通常の鉄輪式の車両を同一の軌道で混在して運行することも可能である。

### 利点
- スムーズな乗り心地。
- 加速が良い[1]。
- 制動距離が短くて済み、運行密度を高められる。
- 登坂能力に優れている[1]（13 %〈130 ‰〉まで）。
- 騒音が少ない。

### 欠点
- 車輪あたりの耐荷重(軸重)が小さく制限される[2]。
- 天候の影響を受けやすい（雪や凍結による影響。ただし、札幌市営地下鉄では車両基地への回送線も含め、地上に出る区間もすべてシェルターで覆われているためこのような影響はまったく受けない[1]）。
- ゴムタイヤは転がり抵抗が大きいので、鉄輪と比較してエネルギー効率は低い。
- 標準軌などの世界標準を有する鉄軌とは異なり標準規格が存在しないため、鉄道業界では広く行われている他社運営による同種交通からの中古車両の譲渡や（同じく他社運営による同種交通の）他路線との乗り入れが困難である。
- 通常の鉄路使用鉄道路線（近郊鉄道やゴムタイヤ式ではない地下鉄など）との乗り入れが困難であり[注釈 1]、かといって道路を走ることもできないため都市交通計画の中で孤立する。

### 特に差のない点
- システムの維持費。(タイヤの交換・点検費用等) [3]